# 市場開放
市場開放（しじょうかいほう）とは経済学用語の一つ。これは国内の経済活動において、自国の産業を保護するために、外国の製品や企業に対しては関税や排他的な商慣習を行っていたのが、これらを廃止することにより外国に対しても自国の市場を開放することをいう。市場開放に関しての問題も発生するということであり、内閣府はこれらの問題を解決するために市場開放問題苦情処理体制を設置している。